# Jardim dos Ipês
O Jardim dos Ipês é um bairro localizado no município de Sumaré no Estado de São Paulo. O bairro possui uma população de 4.252 habitantes segundo levantamentos do Instituto Brasileiro de Geografia e Estatística
(IBGE) em 2010. Jardim dos Ipês é um loteamento aberto adquirido pela Setpar Empreendimentos, em 2004. Bairro residencial localizado em Sumaré, na Região Metropolitana de Campinas com área de 69 mil m² e 266 terrenos.

## História
O loteamento possui transporte público muito elevado que atende a população com ônibus com destino ao Centro de Sumaré e Campinas, UNICAMP e Shopping Dom Pedro I. A localização é um dos pontos fortes do Jardim dos Ipês. O loteamento está localizado na divisa entre Sumaré e Paulínia, muito próximo a shoppings, hipermercados, farmácias, creches, escolas, postos de saúde e home centers e grandes empresas como a Honda, Pirelli, Planmar Indústria e 3M do Brasil.
O bairro possui uma localização excelente na Microrregião de Campinas. Localizado a 9 minutos da Rodovia Anhanguera e vizinho ao Parque Bom Retiro, o bairro possui fácil acesso pelas ruas José Elpídio de Oliveira, José Gomes de Oliveira e ao acesso para Paulínia.

## Infraestrutura
Também conta com galerias de drenagem fluvial e drenagem de águas fluviais com saneamento, redes de esgoto nas paredes de esgoto e ligações também com pavimentação e guias e também redes de serjeta com asfalto, pavimentação de acabamento em asfalto, redes de água nos muros e pontos de ligação de calçada nos lotes. A iluminação do loteamento está em fase final, com iluminação pública em todo o lote. O loteamento também tem grande importância em relação ao Meio Ambiente com área verde nas ruas, praças e áreas verdes do empreendimento.